# Ел Худаида
Ел Худаида (арап. الحديدة) је четврти град по величини у Јемену са својих 402.560 становника.
Ел Худаида је административни центар истоимене јеменске Мухафазе (провинције)
Ел Худаида. Град је такође познат и под именом Ходеида. Ел Худаида лежи на обалама Црвеног мора, важна је поморска лука, која се развила средином 19. века за Отоманског царства као центар за извоз кфве, памука, датула, и животињских кожа из унутрашњости Јемена.

## Историја
На самом почетку Првог светског рата 1914. године, њемачки обавештајци под водством мајора Отмара вон Стотингена успели су да инсталирају радио станицу у Ел Худаиди, која је коришћена у време Арапске побуне (1916-1918) као комуникациона база за везу с Истанбулом и Немачком источном Африком. Из те радио станице су се емитовале и пропагандне емисије намењене Судану, Сомалији и Абисинији.
Ел Худаиду су накратко окупирале трупе Саудијске Арабије током Саудијско-
јеменског рата 1934. године. Након катастрофалног пожара у јануару 1961. године, који је уништио велики део града, он је обновљен, нарочито лучки објекти уз помоћ Совјетског Савеза. Тад је направљен и први асфалтни пут до главног града Сане. Худаида је била совјетска поморска база од почетка 1970-их до краја 1980-их.
Град има велики број значајних историјских споменика, нарочито у старом делу града Забиду, који
се сматра за један од најважнијих исламских центара у свету. Забид није велик, али има више од 100 старих џамија, у њему се налази и исламска медреса (једнако стара као и Каирски Ел-Азхар).
Малајски писац Абдулах бин Абдул Кадир посетио је град Ел
Худаиду за време свог ходочашћа у Меку 1854. године. Њега је импресионирало то
што су многи у то време жвакали листове етиопског чаја - Кат, и да је то био нека врст народног обичаја у то време.